# Kandhla
Kandhla là một thành phố và là nơi đặt ban đô thị (municipal board) của quận Muzaffarnagar thuộc bang Uttar Pradesh, Ấn Độ.

## Địa lý
Kandhla có vị trí 29°19′B 77°16′Đ / 29,32°B 77,27°Đ Nó có độ cao trung bình là 241 mét (790 feet).

## Nhân khẩu
Theo điều tra dân số năm 2001 của Ấn Độ, Kandhla có dân số 40.183 người. Phái nam chiếm 52% tổng số dân và phái nữ chiếm 48%. Kandhla có tỷ lệ 39% biết đọc biết viết, thấp hơn tỷ lệ trung bình toàn quốc là 59,5%: tỷ lệ cho phái nam là 48%, và tỷ lệ cho phái nữ là 30%. Tại Kandhla, 20% dân số nhỏ hơn 6 tuổi.